# Греция на летних Олимпийских играх 1988
Греция принимала участие в Летних Олимпийских играх 1988 года в Мехико (Мексика) в четырнадцатый раз за свою историю, и завоевала одну золотую медаль. Греческие атлеты принимали участие во всех Летних Олимпийских играх.

## Бронза
Греко-римская борьба, мужчины, легчайший вес — Хараламбос Холидис.